# Langila
Der Langila (selten auch Mount Langila und in der deutschen Kolonialzeit Belowberg genannt) ist ein Berg und aktiver Schichtvulkan im äußersten Westen Neubritanniens mit einer Höhe von 1330 Metern. Er ist der achthöchste Berg der Provinz West New Britain von Papua-Neuguinea.
Der Langila ist einer der aktivsten Vulkane im Bismarck-Archipel. Er besteht aus vier überlappenden Vulkankegeln an der Ostflanke eines älteren, erloschenen Vulkans, dem Mount Talawe, dem höchsten Berg am Kap Gloucester. Seit dem 19. Jahrhundert wurden Dutzende von Ausbrüchen aus drei der verschiedenen Vulkankrater auf dem Gipfel von Langila registriert. Der jüngste Eruptionszyklus von Langila begann Anfang August 2020 und dauerte bis Ende Oktober 2020. Langilas häufigste Aktivität besteht typischerweise aus leichten bis mittelschweren explosiven Eruptionen, die manchmal von Lavaströmen begleitet werden. Am 9. Januar 2021 zeigte der Vulkan zuletzt Aktivität in Form von einem Ausstoß einer Aschewolke, die bis 1500 m Höhe aufstieg. Das Rabaul Volcanological Observatory unterhält am Langila eine Zweigstelle.
Ausgedehnte Lavaströme des Vulkans reichen im Norden und Nordosten bis zum Meer. Der jüngste und kleinste davon mit einem Durchmesser von 150 m wurde 1960 geformt.
Der höchste Kegel des Vulkans war zur deutschen Kolonialzeit nach C. W. von Below benannt, der am 13. März 1888 durch eine von einem Vulkanausbruch auf der nahegelegenen Ritterinsel ausgelöste Flutwelle zusammen mit C. Hunstein getötet wurde.